# Pfarrkirche Neukirchen an der Wild

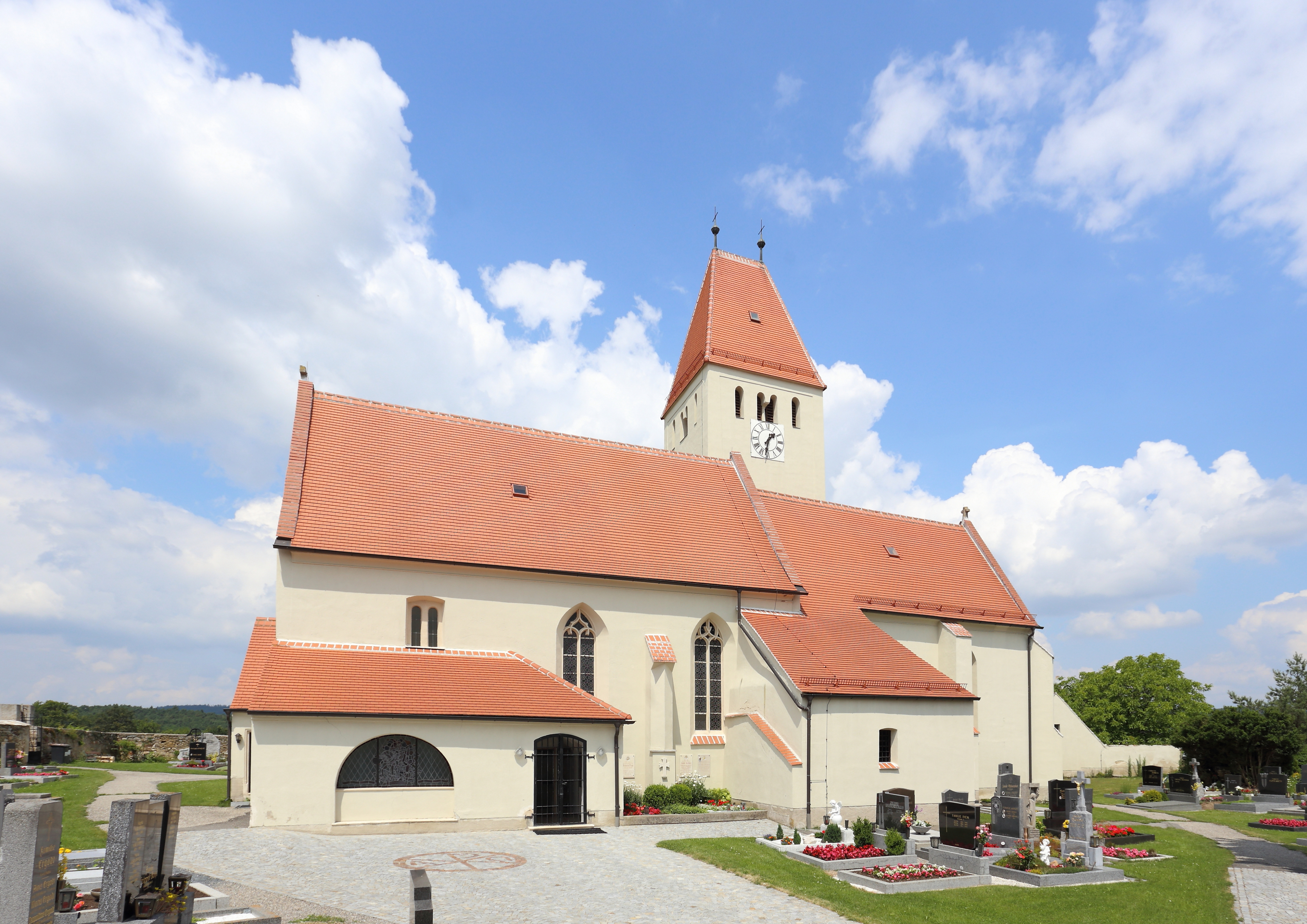
Katholische Pfarrkirche hl. Martin in Neukirchen an der Wild

Die Pfarrkirche Neukirchen an der Wild steht etwas erhöht in einem Kirchhof im Ort Neukirchen an der Wild in der Gemeinde Brunn an der Wild im Bezirk Horn in Niederösterreich. Die dem heiligen Martin von Tours geweihte römisch-katholische Pfarrkirche gehört zum Dekanat Horn in der Diözese St. Pölten. Die Kirche und der Friedhof stehen unter Denkmalschutz (Listeneintrag).

## Geschichte
Anfangs Filiale der Pfarre Horn des Poigreiches wurde Neukirchen in der Mitte des 11. Jahrhunderts Pfarre. Um 1210 ging die Pfarre von der Herrschaft Hohenburg-Wildberg an den Landesfürsten, durch Tausch an die Maissauer, von diesen an das Stift St. Bernhard, und 1596 an die Jesuiten. 1773 eine Kameralpfarre ging die Pfarre 1852 als Patronatspfarre an das Stift Klosterneuburg.
Der im Kern romanische Kirchenbau hat einen frühgotischen Chor mit einem romanischen Turm im nördlichen Chorwinkel. 1523 wurde das Langhaus zu einer zweischiffigen Halle umgebaut.

## Architektur
Die Kirche steht in einem ummauerten und umbauten Kirchhof, die erhaltene mittelalterliche Umfassungsmauer beinhaltet in der unteren Zone regelmäßiges Quadermauerwerk und Opus spicatum, in der oberen Zone erneuert mit Sattelbedachung.
Das im Kern romanische Langhaus wurde um 1300 frühgotisch umgebaut und hat ein steiles Satteldach und eine glatte Westfront.

## Ausstattung
Die Einrichtung wurde 1904 teils durch Ludwig Linzinger umgestaltet.
Die Orgel baute Gregor Franz Hradetzky (1936), der die Werkstätte des Franz Capek übernahm.